# تپه حاج آبراهیم
تپه حاج آبراهیم مربوط به سده‌های ۷ و ۸ ه.ق است و در شهرستان ازنا، بخش مرکزی، دهستان پاچه لک غربی، ۷۰۰ متری جنوب غربی روستای هندر واقع شده و این اثر در تاریخ ۲۳ بهمن ۱۳۸۵ با شمارهٔ ثبت ۱۷۲۷۰ به‌عنوان یکی از آثار ملی ایران به ثبت رسیده است.